# Raúl García (calciatore 2000)
Raúl García de Haro (Olesa de Montserrat, 3 novembre 2000) è un calciatore spagnolo, attaccante dell'Osasuna.

## Carriera
Nato a Olesa de Montserrat, García è cresciuto a Guadix iniziando a giocare con la squadra locale nel 2019. Nel 2013 si è trasferito all'Almería ed ha debuttato con la sua squadra riserve il 29 ottobre 2017 in Tercera División contro l'Atarfe Industrial.
Il 12 luglio 2018 si è unito al Betis,; inizialmente assegnato alla formazione Juvenil A, ha giocato frequentemente con la squadra B in Tercera División, dove ha segnato 15 gol. Ha debuttato in Primera División il 24 settembre dell'anno seguente, rimpiazzando Borja Iglesias nel successo per 3-1 contro il Levante. Il 7 marzo 2022 ha rinnovato il suo contratto con il Betis fino al 2025.
Il 28 giugno 2022 è stato prestato al Mirandés in Segunda División per la stagione 2022-23. Ha segnato il suo primo gol professionistico al suo debutto con il nuovo club il 13 agosto, in un pareggio per 2-2 contro lo Sporting Gijón. Ha terminato la stagione con 19 reti segnate terminando secondo nella classifica marcatori dietro Myrto Uzuni.
Il 10 agosto 2023 ha firmato un contratto di cinque anni con l'Osasuna per un prezzo di trasferimento di 6 milioni di euro.

## Statistiche

### Presenze e reti nei club
Statistiche aggiornate al 14 settembre 2024.
| Stagione        | Squadra         | Campionato      | Campionato | Campionato | Coppe nazionali | Coppe nazionali | Coppe nazionali | Coppe continentali | Coppe continentali | Coppe continentali | Altre coppe | Altre coppe | Altre coppe | Totale | Totale | Totale |
| Stagione        | Squadra         | Comp            | Pres       | Reti       | Comp            | Pres            | Reti            | Comp               | Pres               | Reti               | Comp        | Pres        | Reti        | Pres   | Reti   |        |
| --------------- | --------------- | --------------- | ---------- | ---------- | --------------- | --------------- | --------------- | ------------------ | ------------------ | ------------------ | ----------- | ----------- | ----------- | ------ | ------ | ------ |
| 2017-2018       | Almería B       | TD              | 1          | 0          |                 | -               | -               |                    | -                  | -                  |             | -           | -           | 1      | 0      |        |
| 2018-2019       | Betis B         | TD              | 22         | 15         |                 | -               | -               |                    | -                  | -                  |             | -           | -           | 22     | 15     |        |
| 2019-2020       | Betis B         | STD             | 26         | 19         |                 | -               | -               |                    | -                  | -                  |             | -           | -           | 26     | 19     |        |
| 2020-2021       | Betis B         | SDB             | 23         | 13         |                 | -               | -               |                    | -                  | -                  |             | -           | -           | 23     | 13     |        |
| 2021-2022       | Betis B         | PF              | 33         | 6          |                 | -               | -               |                    | -                  | -                  |             | -           | -           | 33     | 6      |        |
| Totale Betis B  | Totale Betis B  |                 | 104        | 53         |                 | -               | -               |                    | -                  | -                  |             | -           | -           | 104    | 53     |        |
| 2019-2020       | Betis           | PD              | 3          | 0          | CR              | 0               | 0               |                    | -                  | -                  |             | -           | -           | 3      | 0      |        |
| 2021-2022       | Betis           | PD              | 1          | 0          | CR              | 1               | 0               |                    | -                  | -                  |             | -           | -           | 2      | 0      |        |
| Totale Betis    | Totale Betis    | PD              | 4          | 0          | CR              | 1               | 0               |                    | -                  | -                  |             | -           | -           | 5      | 0      |        |
| 2022-2023       | Mirandés        | SD              | 39         | 19         | CR              | 0               | 0               |                    | -                  | -                  |             | -           | -           | 39     | 19     |        |
| 2023-2024       | Osasuna         | PD              | 35         | 6          | CR              | 2               | 0               | UECL               | 1                  | 0                  | SS          | 1           | 0           | 39     | 6      |        |
| 2024-2025       | Osasuna         | PD              | 4          | 0          | CR              | 0               | 0               |                    | -                  | -                  |             | -           | -           | 4      | 0      |        |
| Totale Osasuna  | Totale Osasuna  | PD              | 39         | 6          | CR              | 2               | 0               | UECL               | 1                  | 0                  | SS          | 1           | 0           | 43     | 6      |        |
| Totale carriera | Totale carriera | Totale carriera | 187        | 73         | CR              | 3               | 0               | UECL               | 1                  | 0                  | SS          | 1           | 0           | 192    | 73     |        |

## Palmarès

### Club

#### Competizioni nazionali
- Coppa di Spagna: 1

Betis: 2021-2022